# بلدرچین بوته‌ای ریزجثه
 بلدرچین بوته‌ای ریزجثه (نام علمی: Turnix velox) نام یک گونه از تیره بلدرچین بوته‌ای است.